# Битва при Фаті
Битва при Фаті — битва у 311 р. до н. е. між братами Сатиром та Евмелом під час їх боротьби за престол Боспорського царства.
Після смерті Перісада І царем став його старший син Сатир. Втім, свої претензії на престол також висунув інший син Евмел, котрий мав підтримку сарматського племені сіраків, яке проживало на схід від Меотиди. Цар останніх Аріфарн виставив велике військо, котре складалось із 20 тисяч вершників та 22 тисяч піхотинців. Сатир зібрав ненабагато меншу армію із 34 тисяч осіб, при цьому лише 2 тисячі з них були грецькими найманцями та ще 2 тисячі відносились до фракійців. Решта ж вояків належала скіфам, котрі виставили 10 тисяч вершників та 20 тисяч піхотинців.
Сатир виступив у похід та після переходу через річку Фат (наразі точно не ідентифікований потік) зустрів ворога. Розбивши табір, захищений розташованими по периметру возами, боспорський цар вишикував своє військо до битви. Сам він з кіннотою зайняв місце по центру бойових порядків, навпроти Аріфарна. У наступній запеклій битві між ними загинуло чимало воїнів з обох сторін, проте у підсумку Сатир узяв гору. Він почав переслідувати втікачів, проте невдовзі отримав звістку, що Евмел завдав поразки правому флангу царського війська та в свою чергу переслідує найманців. Тоді Сатир розвернувся проти брата і розбив його загін, не залишивши сумнівів у тому, хто переміг у битві.
Аріфарн та Евмел відступили до столиці сіраків. Через якийсь час, спустошивши ворожі землі, Сатир підійшов до цього поселення та узяв його в облогу.